# Studium (revista)
Studium va ser una revista mensual que es va publicar el gener i el juny del 1919 per Salvador Dalí, quan cursava sisè de batxillerat a l'Institut Ramon Muntaner.
Dalí conjuntament amb els seus amics: Jaume Miravitlles (un polític prometedor), Joan Xirau i Palau (farmacèutic i professor), Joan Turró (metge) i Ramon Reig (mestre de pintors) van editar i publicar aquesta revista. Hi havia il·lustracions, textos poètics i una sèrie dedicada a pintors com Goya, Velázquez o Leonardo de Vinci.
Studium va ser la revista figuerenca amb més projecció exterior, tot i els seus inicis com a publicació modesta. La seva importància recau en els seus creadors, ja que seran importants personatges en el món intel·lectual català, entre els quals trobem Salvador Dalí i Domenech, juntament amb els seus amics Jaume Miravitlles i Navarra (un polític prometedor), Joan Xirau (farmacèutic i professor), Joan Turró (metge) i Ramon Reig (mestre de pintors).

## Història
Durant aquella època Catalunya es trobava en una expansió demogràfica. A Figueres, l'any anterior a l'aparició de Studium, el 1918, s'havien produït una sèrie de fets significatius de caràcter polític i cultural: el projecte del Parc Bosc Municipal, del ferrocarril Figueres - la Jonquera, les obres de modernització de la Rambla, la inauguració del monument Narcís Monturiol i inici de la construcció de la Biblioteca Popular de carrer Ample. També trobem el moviment independentista català que s'incrementà a finals de la Primera Guerra Mundial. El 1919, Figueres fou perjudicada a causa de la disposició del Govern sobre la zona fronterera cosa que originà una davallada del comerç comarcal.
Amb tot els estudiants, membres de l'equip redactor de Studium, devien preparar la seva revista, aquell hivern del 1918. En l'àmbit local, la popularitat d'aquests estudiants començà a augmentar. Com es veurà, Studium no semblava conformar-se a ser tan sols una revista escolar.

## Els redactors
Els redactors eren:
- Ramon Reig i Corominas: nascut a Manila, fou pintor, catedràtic i arquitecte, visqué i treballà a Figueres, llevat d'una estada a l'institut de Burgos. La seva tasca docent la dugué a terme al mateix institut on va estudiar. Fou un dels creadors del Museu de l'Empordà i autor dels llibres La acuarela en España (1954) i La Costa Brava vista por sus mejores pintores (1961). Va morir a Figueres el 1963.
- Joan Xirau i Palau: fou el director de Studium i era el petit dels quatre germans Xirau i Palau. Va exercir de farmacèutic així com de professor de ciències naturals i química. Acabada la guerra civil, s'exilià a Mèxic on escriví diferents treballs especialitzats, entre els quals destaca Elementos de Química en 9 lecciones. Va morir a Figueres l'any 1976.
- Jaume Miravitlles i Navarra: va néixer el 1906 a Figueres. El seu caràcter independentista el va dur a una vida d'exili i empresonament que va finalitzar amb la seva entrada a Esquerra Republicana de Catalunya. A l'inici de la guerra civil va publicar llibres com: Contra la cultura burgesa (sense data) i El ritme de la revolució (1933) entre d'altres. Va morir a Barcelona el 1988.
- Joan Turró i Corominas: va néixer a Palau-saverdera i era cosí germà de Ramon Reig i Corominas. Tot i que va passar la major part de la seva vida professional al Baix Empordà, com a metge titular, va continuar en contacte amb els amics de l'institut. Va morir el 1987.

A part d'aquest equip de redacció hi ha alguns textos firmats per Joan Aupí i Joan Fígols i Carlos Obiols.

## Transcendència
Studium ha transcendit l'àmbit local per la personalitat de Salvador Dalí, com pel fet que s'hi manifesti per primera vegada com a escriptor i sobre temes d'art. Dalí demostrà capacitat d'anàlisi, de síntesi i d'expressió sobre els grans mestres de la pintura, però no són menys interessants, en els altres nivells, els treballs dels seus companys. Parlem de nois de tretze anys, quinze i setze anys. Ramon Reig detonà un interès per la poesia, Joan Xirau fa una síntesi divulgativa de grans èpoques de la història de l'Empordà i Jaume Miravitlles, el més jove, mostra aptituds per la comprensió i divulgació pels avenços científics i tècnics, sempre amb el to característic d'un treball escolar. Com és propi de les publicacions infantils els seus redactors expressen els temes més interessants dels coneixements adquirits.